# Ruisseau de Bézans
Le ruisseau de Bézans est une rivière du sud de la France sous-affluent du Tarn et de la Garonne.

## Géographie
De 11,1 km de longueur, il prend sa source sur la commune de Montauriol, dans le Tarn et se jette dans le Céret en rive droite sur la commune de Trévien.

## Départements et villes traversées
- Tarn : Almayrac, Trévien, Sainte-Gemme, Mirandol-Bourgnounac.

## Principaux affluents
- Ruisseau de la Coutaille, 2,4 km
- Ruisseau de Rieucros, 2,7 km